# Michail Meandrov
Michail Aleksejevitj Meandrov (ryska: Михаил Алексеевич Меандров), född 22 oktober 1894 i Moskva, död 2 augusti 1946 i Moskva, var en av ledarna för den ryska befrielserörelsen, generalmajor i de väpnade styrkorna som lydde under Kommittén för befrielsen av folken i Ryssland (KONR). Deltog i första världskriget. Gick med i Röda armén i december 1918 men deltog inte i några strider.
1935–1939 hade han olika stabsbefattningar. År 1939 deltog Meandrov i finska vinterkriget. Under andra världskriget hamnade han i fångenskap (1941) i Uman-området i Ukraina. Gick över på tysk sida (bl.a. var han med i Det politiska centret för kampen mot bolsjevismen). År 1943 var han biträdande kommendant för koncentrationslägret vid Radom. År 1944 var han inspektör vid koncentrationslägret i Dabendorf bei Zossen, där han ansvarade för propagandaavdelningen samt var med och gav ut ROA:s bulletiner.
År 1944 gick Meandrov med i Ryska befrielsearmén (ROA). År 1945 var Meandrov chef för officersskolan som organiserades av Kommittén för befrielsen av folken i Ryssland. Utnämndes till chef för ROA:s södra grupp. Den 6 maj 1945 överlämnade sig Meandrov tillsammans med sin styrka till amerikanerna. I april 1946 överlämnades han till representanterna för det sovjetiska kommandot, försökte ta livet av sig. Dömdes av ett militärkollegium till döden för förräderi tillsammans med Andrej Vlasov, Sergej Bunjatjenko och nio andra höga ROA-ledare. Domen verkställdes den 2 augusti 1946.